# Alberto Castagnetti
Alberto Castagnetti (Verona, 3 februari 1943 - Arbizzano, 12 oktober 2009) was een Italiaans zwemkampioen en -trainer.
Als zwemmer won Castagnetti verschillende Italiaanse zwemtitels in de vrije slag. Hij deed ook mee aan de Olympische Spelen 1972 in München en aan de Wereldkampioenschappen zwemmen van 1973 in Belgrado. Sinds 1987 was hij trainer van de Italiaanse nationale zwemploeg tot bij zijn overlijden in 2009 aan de gevolgen van een hartoperatie. Hij was de trainer van onder meer Giorgio Lamberti, Domenico Fioravanti en Federica Pellegrini.